# Episodi di Mako Mermaids - Vita da tritone (seconda stagione)
La seconda stagione di Mako Mermaids - Vita da tritone, composta da 26 episodi, è stata resa disponibile in streaming online on demand su Netflix il 13 febbraio 2015 (i primi 13 episodi) e il 29 maggio (gli ultimi 13). Dal 15 febbraio, la serie è stata trasmessa sul canale Eleven.
In Italia è stata pubblicata su Netflix a partire dal 22 ottobre 2015, per poi andare in onda su Disney Channel dal 22 febbraio al 28 marzo 2016. In chiaro è stata trasmessa su Rai Gulp dal 18 ottobre al 16 novembre 2017.
| nº | Titolo originale          | Titolo italiano             | Pubblicazione Australia | Pubblicazione Italia |
| -- | ------------------------- | --------------------------- | ----------------------- | -------------------- |
| 1  | The Seventh Cycle         | Il settimo ciclo            | 13 febbraio 2015        | 22 ottobre 2015      |
| 2  | Sticky Situation          | Situazione appiccicosa      | 13 febbraio 2015        | 22 ottobre 2015      |
| 3  | Discovery                 | La scoperta                 | 13 febbraio 2015        | 22 ottobre 2015      |
| 4  | A New Tail                | Qualcosa in comune          | 13 febbraio 2015        | 22 ottobre 2015      |
| 5  | Bad for Business          | Dannoso per gli affari      | 13 febbraio 2015        | 22 ottobre 2015      |
| 6  | Stormy Seas               | Tempesta su Main Beach      | 13 febbraio 2015        | 22 ottobre 2015      |
| 7  | Awakening                 | La prima luna di Evie       | 13 febbraio 2015        | 22 ottobre 2015      |
| 8  | Land School               | Scuola terrestre            | 13 febbraio 2015        | 22 ottobre 2015      |
| 9  | Stowaway                  | Un ciclone chiamato Neppy   | 13 febbraio 2015        | 22 ottobre 2015      |
| 10 | Keeping the Secret        | Mantenere il segreto        | 13 febbraio 2015        | 22 ottobre 2015      |
| 11 | Only As Young As You Feel | L'alga della giovinezza     | 13 febbraio 2015        | 22 ottobre 2015      |
| 12 | Supersized                | Mimmi è nei guai            | 13 febbraio 2015        | 22 ottobre 2015      |
| 13 | Reunion                   | Incantesimo lunare          | 13 febbraio 2015        | 22 ottobre 2015      |
| 14 | A New Man                 | Fratello e sorella          | 29 maggio 2015          | 22 ottobre 2015      |
| 15 | Careful What You Wish For | Cam ha i poteri             | 29 maggio 2015          | 22 ottobre 2015      |
| 16 | First Date                | Caccia al gatto             | 29 maggio 2015          | 22 ottobre 2015      |
| 17 | The Merman Code           | Erik è scomparso            | 29 maggio 2015          | 22 ottobre 2015      |
| 18 | The Siren                 | Canto delle sirene del nord | 29 maggio 2015          | 22 ottobre 2015      |
| 19 | Surprise!                 | Il compleanno di Evie       | 29 maggio 2015          | 22 ottobre 2015      |
| 20 | The Job                   | Lavori occasionali          | 29 maggio 2015          | 22 ottobre 2015      |
| 21 | New Orders                | Il peso della scelta        | 29 maggio 2015          | 22 ottobre 2015      |
| 22 | The Last Dance            | La decisione di Ondina      | 29 maggio 2015          | 22 ottobre 2015      |
| 23 | Stay or Go                | Amicizia a rischio          | 29 maggio 2015          | 22 ottobre 2015      |
| 24 | The Truth About Evie      | Un semplice raffreddore     | 29 maggio 2015          | 22 ottobre 2015      |
| 25 | The Trident Stone         | La pietra                   | 29 maggio 2015          | 22 ottobre 2015      |
| 26 | The Chosen One            | Tutte a casa                | 29 maggio 2015          | 22 ottobre 2015      |

## Il settimo ciclo
- Titolo originale: The Seventh Cycle
- Scritto da: Sam Carroll
- Diretto da: Evan Clarry

### Trama
Lyla e Nixie hanno lasciato Sirena per avventurarsi alla ricerca di una nuova casa. Intanto, Sirena non riesce a convincere il consiglio che Zac non sia un pericolo per la comunità. Due nuove sirene, Ondina e Mimmi, giungono sulla terraferma con Sirena per privare il ragazzo dei suoi poteri: le due cercano di avvisarlo dell'arrivo imminente del settimo plenilunio da quando si è trasformato, ma Zac insiste che non ha bisogno del loro aiuto. Ondina e Mimmi, allora, lo attirano alla pozza della luna e gli lanciano contro un incantesimo che dovrebbe togliergli i poteri. Evie, temendo che le due ragazze possano fare del male a Zac, arriva a salvarlo, venendo trasformata in una sirena.
- Altri interpreti: Dominic Deutscher (Cam), Rowan Hills (David), Brooke Lee (Carly), Reiko Austen (sirena anziana #1), Natalie Prigoone (sirena anziana #2), Anita Munro (sirena giovane #1), Yasmin Honeychurch (sirena anziana #2), Kerith Atkinson (Rita), Natalie O'Donnell (Veridia)

## Situazione appiccicosa
- Titolo originale: Sticky Situation
- Scritto da: Max Dann
- Diretto da: Evan Clarry

### Trama
Mentre Evie si adatta con difficoltà alla sua nuova vita da sirena, Mimmi decide di usare un incantesimo mutaforma trovato nella grotta di Rita per riportare la ragazza alla normalità. L'incantesimo, tuttavia, non funziona ed Evie si ritrova ricoperta da una melma rosa che la mantiene costantemente trasformata in sirena. Zac la nasconde nella ghiacciaia della caffetteria e va' a cercare una soluzione, mentre Cam e Sirena impediscono a Carly e ad Erik, il nuovo cameriere, di entrare nella stanza.
- Altri interpreti: Dominic Deutscher (Cam), Brooke Lee (Carly), John O'Brien (dottor Blakley), Laura Keneally (signora Blakely)

## La scoperta
- Titolo originale: Discovery
- Scritto da: Anthony Morris
- Diretto da: Evan Clarry

### Trama
Ondina non si fida di Zac, convinta che il plenilunio successivo lo renderà una minaccia per le sirene. Quando Zac suggerisce di usare l'anello lunare per simulare la luna piena e scoprire se Ondina ha ragione, ha una visione di un luogo inesplorato su Mako, e parte con le sirene per indagare, scoprendo una grotta nascosta. Toccando un bassorilievo nel muro, Zac fa sparire Ondina all'improvviso. Nel frattempo, in caffetteria, Erik sente Cam ed Evie parlare di Mako e va sull'isola in esplorazione. Qui, nella foresta, trova Ondina, fatta ricomparire da Zac, e si interessa a lei.
- Altri interpreti: Dominic Deutscher (Cam), Rowan Hills (David), Kerith Atkinson (Rita)

## Qualcosa in comune
- Titolo originale: A New Tail
- Scritto da: Carine Chai
- Diretto da: Evan Clarry

### Trama
L'interesse di Erik verso Ondina cresce. Mentre i due sono fuori per una passeggiata, la ragazza viene accidentalmente spruzzata d'acqua e si trasforma in una sirena davanti a Erik. Affranta e depressa per l'accaduto, si confida con Zac ed Evie, che informano gli altri. Mimmi convince Ondina a parlare con Erik, invitandolo a considerare la situazione con calma: con sua sorpresa, il ragazzo non solo promette di mantenere il segreto, ma rivela a Ondina di essere un tritone, costantemente in viaggio per proteggere la propria identità. Mentre gli altri sono preoccupati a causa del turbolento passato tra sirene e tritoni, Ondina esprime fiducia nei confronti di Erik. 
- Altri interpreti: Dominic Deutscher (Cam), Rowan Hills (David), Kerith Atkinson (Rita), John O'Brien (dottor Blakely), Laura Keneally (signora Blakely), Joe Feeney (pescatore)

## Dannoso per gli affari
- Titolo originale: Bad For Business
- Scritto da: Gareth Calverley
- Diretto da: Evan Clarry

### Trama
Il padre di Evie, Doug, decide di portare i turisti ad immergersi nelle acque di Mako. Intanto, Erik e Zac diventano amici e, mentre sono fuori per una nuotata, si imbattono nella barca di Doug, riuscendo però a non farsi vedere. Il gruppo si incontra in caffetteria per discutere la situazione, e Ondina si arrabbia con Erik perché egli non riesce a comprendere l'importanza che ha Mako per lei. Quando, più tardi, i compressori d'aria dei subacquei vengono danneggiati da qualcuno, mettendo l'attività di Doug a rischio, Zac accusa Ondina, che si proclama innocente, ma poi capisce che è stato Erik. Parlando con lui, gli ordina di ripagare il padre di Evie. Mimmi usa la sua abilità di parlare con le balene per farle riunire in un luogo dove i turisti le possano ammirare. In seguito, Zac chiede scusa ad Ondina, e la ragazza lo accetta come amico. 
- Altri interpreti: Rowan Hills (David), Steve Harman (Doug McLaren), Christina Lovell (subacqueo #1), Kristian Dick (subacqueo #2), Gavin Richards (subacqueo #3)

## Tempesta su Main Beach
- Titolo originale: Stormy Seas
- Scritto da: Chris Roache
- Diretto da: Evan Clarry

### Trama
Evie impara a usare i suoi poteri da Sirena, ma, quando quest'ultima menziona che Rita è stata la sua insegnante, Ondina dichiara che i metodi di Rita sono antiquati. Le due sirene si sfidano allora per determinare chi abbia avuto la maestra migliore. Intanto, in spiaggia, Erik domanda a Cam perché lui e Zac non siano più amici, quando un'onda lo schizza costringendolo a correre in mare. Cam lo segue e rimane scioccato dalla scoperta che anche lui è un tritone. Vedendo tornare Cam da solo, il capo del servizio di salvataggio si convince che Erik sia disperso in mare e dà il via ad un'operazione di soccorso. Per tirar fuori Cam dai guai, Erik organizza un finto salvataggio facendo di lui un eroe e guadagnandosi la sua amicizia, con disappunto di Zac.
- Altri interpreti: Dominic Deutscher (Cam), Rowan Hills (David), Victor Parascos (Mick), Cameron Caulfield (Ned), Kerith Atkinson (Rita)

## La prima luna di Evie
- Titolo originale: Awakening
- Scritto e diretto da: Evan Clarry

### Trama
È arrivata la luna piena e le sirene temono l'effetto che potrebbe avere su Zac ed Evie. Il piano del ragazzo per evitare la luna viene rovinato quando suo padre decide di portarlo con Cam a Mako per campeggiare. Erik si unisce alla gita per apprendere più notizie sull'isola, mentre le tre sirene sorvegliano Evie a casa sua. Quando la luna sorge, Zac viene attirato alla grotta segreta scoperta in precedenza, ed Erik lo segue. Inoltre, Mimmi ha una visione di Zac su Mako. Lei e Ondina partono per l'isola, lasciando Evie alle cure di Sirena e Carly. Evie, però, intravede comunque la luna, si innervosisce perché vuole raggiungere Zac e riesce a scappare verso Mako con Sirena al seguito. Le due trovano Zac, Erik, Ondina e Mimmi nella grotta segreta. Zac quasi attacca Evie, ma riesce a resistere all'incantesimo della luna quando la grotta si disattiva. La mattina successiva, Erik si offre di aiutarlo a capire il segreto della stanza, ma Zac è riluttante ad accettare.
- Altri interpreti: Dominic Deutscher (Cam), Rowan Hills (David), Brooke Lee (Carly), John O'Brien (dottor Rob Blakely)

## Scuola terrestre
- Titolo originale: Land School
- Scritto da: Anthony Morris
- Diretto da: Evan Clarry

### Trama
La curiosità di Mimmi verso il mondo umano la porta a trascorrere una giornata a scuola di Evie e Zac. Erik, appena iscrittosi, desidera scoprire di più sulla grotta dei tritoni a Mako e tormenta Mimmi per avere informazioni, insistendo che vuole aiutarla a riavere indietro la sua casa, ma la giovane non si fida. Le cose sfuggono di mano quando Mimmi si scontra con l'insegnante di scienze che, detestando Rita, cerca di metterle entrambe in cattiva luce durante un esperimento di laboratorio. Mimmi e Rita vengono schizzate e Zac ed Evie sono obbligati a portarle in salvo. In seguito, Evie dà a Mimmi un computer in modo che possa imparare tutto ciò che vuole sugli umani senza uscire dalla grotta.
- Altri interpreti: Dominic Deutscher (Cam), Rowan Hills (David), Kerith Atkinson (Rita), Brooke Lee (Carly), Barbara Lowing (signorina Trumble)

## Un ciclone chiamato Neppy
- Titolo originale: Stowaway
- Scritto da: Margaret Wilson
- Diretto da: Evan Clarry

### Trama
Ondina incontra il consiglio delle sirene e riesce a convincerne i membri a concedere più tempo, fino alla luna piena successiva, per togliere i poteri a Zac. Una giovane sirena, Neppy, segue Ondina sulla terraferma, ispirata dalla sua dedizione e volendo aiutarla a salvare Mako. Le ragazze disapprovano la sua presenza, ma Neppy riesce a convincerle a darle almeno del cibo prima di rimandarla indietro. Mentre Ondina è fuori a procurarglielo, Neppy si avventura all'esterno e, dopo aver scorto Erik nuotare, lo manda alla deriva su una barca con Carly; in seguito vede Evie salvare Erik con i suoi poteri. Ondina, allora, le racconta la verità su Evie ed Erik, ammettendo di averla taciuta al consiglio; vedendo la giovane sirena dubitare della sua dedizione a Mako, però, Ondina si arrabbia e urta i sentimenti di Neppy, che scappa via ed è costretta a nascondersi da un gruppo di bulli. Sentendosi in colpa, Ondina chiede a Zac ed Evie di aiutarla a cercarla. Zac trova Neppy e, dopo aver allontanato i bulli, la convince di non essere suo nemico e la riporta alla grotta di Rita. Ondina chiede scusa a Neppy e la riaccompagna dalla comunità.
- Altri interpreti: Dominic Deutscher (Cam), Rowan Hills (David), Kerith Atkinson (Rita), Brooke Lee (Carly), Angourie Rice (Neppy), Reiko Austen (sirena anziana #1), Natalie Prigoone (sirena anziana #2), Anita Munro (sirena giovane #1), Yasmin Honeychurch (sirena giovane #2), Ricardo Pritchard (Gavin), Nick Everard (amico di Gavin #1), Hemi Rudolph (amico di Gavin #2)

## Mantenere il segreto
- Titolo originale: Keeping The Secret
- Scritto da: Chris Hawkshaw
- Diretto da: Evan Clarry

### Trama
Il padre di Evie perde il suo orologio, regalo della moglie defunta, nelle acque del porto. Quando Evie si immerge a cercarlo, David la intravede e inizia a raccontare a tutti di aver avvistato una sirena, mettendo in pericolo il segreto di Zac, Eric e delle ragazze. Tuttavia, David non viene creduto e, anzi, viene deriso. Sirena pensa che sia arrivato il momento di raccontargli la verità, ma le altre glielo vietano. David decide di provare l'esistenza delle sirene utilizzando delle telecamere subacquee, ma Ondina lo truffa facendo posare Cam vestito da tritone davanti agli obiettivi. Imbarazzato per l'umiliazione subita, David rinuncia alla ricerca.
- Altri interpreti: Dominic Deutscher (Cam), Rowan Hills (David), Brooke Lee (Carly), Steve Harman (Doug McLaren), Nick Wright (Joe), Aston Crabtree (controfigura di Evie sirena)

## L'alga della giovinezza
- Titolo originale: Only as Young as You Feel
- Scritto da: Max Dann
- Diretto da: Evan Clarry

### Trama
Rita incontra il nuovo direttore del parco marino per discutere un corso facoltativo di scienza marina, e attira l'attenzione dell'uomo. Intanto, Sirena e Mimmi creano una lozione per il corpo che fa apparire più giovane chi la applica. Ondina, però, aggiunge troppo estratto di medusa al composto quando cerca di aumentarne la quantità e, applicata la lozione, inizia a comportarsi in modo infantile e viziato. Anche Rita la prova, avendo gli stessi effetti collaterali durante una gita al parco marino. Mentre Zac, Evie e Sirena aiutano Rita, Mimmi tiene d'occhio Ondina.
- Altri interpreti: Dominic Deutscher (Cam), Rowan Hills (David), Brooke Lee (Carly), Paul Bishop (dottor Ross), Aston Crabtree (controfigura di Rita sirena), Kerith Atkinson (Rita)

## Mimmi è nei guai
- Titolo originale: Supersized
- Scritto da: Mark Shirrefs
- Diretto da: Evan Clarry

### Trama
Quando il fratello di David, Joe, gli ordina dei gamberi per la caffetteria, David è deluso dalle loro piccole dimensioni. Mimmi e Sirena usano la magia per farli crescere, ma l'anello lunare di Mimmi cade nella confezione insieme ai crostacei. Accortasene in un secondo momento, la ragazza si infila nel magazzino di Joe, ma viene scoperta e il ragazzo minaccia di chiamare la polizia. Intanto, mentre aiuta Evie e suo padre ad installare degli irrigatori, Zac vede ciò che sta guardando Mimmi. Corre allora in suo aiuto e recupera il suo anello. In seguito, quando Mimmi rivela di aver avuto visioni di Zac, Rita sospetta che tra loro possa esserci un collegamento.
- Altri interpreti: Dominic Deutscher (Cam), Rowan Hills (David), Brooke Lee (Carly), Kerith Atkinson (Rita), Steve Harman (Doug McLaren), Nick Wright (Joe), Mikhael Wilder (Kev)

## Incantesimo lunare
- Titolo originale: Reunion
- Scritto e diretto da: Evan Clarry

### Trama
Si avvicina il plenilunio, e Sirena progetta di portare Evie nella pozza della luna per insegnarle a canalizzare l'influenza dell'astro in modo da non perdere più il controllo. Mimmi racconta a Rita che potrebbe aver ereditato la capacità di avere visioni da sua madre, Nerissa, mentre Cam convince Zac a lavorare con Erik per svelare il segreto della grotta dei tritoni. Nonostante i tentativi di Cam di sviare le sirene, le ragazze scoprono il loro intento e, mentre Sirena ed Evie si dirigono alla pozza della luna, Ondina e Mimmi vanno a fermare Zac. Il gruppo viene intercettato da Veridia, guida del consiglio delle sirene, e Rita, che le seguono alla grotta segreta dove affrontano Zac ed Erik. Quando Veridia sta per attaccare Zac, Rita la ferma, rivelando che la vera madre del ragazzo è Nerissa e che egli è sempre stato un tritone; Mimmi e Ondina intervengono allora per proteggere Zac. Veridia, furiosa, bandisce le due ragazze dalla comunità, bollandole come traditrici. Nel mentre, nella pozza della luna Sirena riesce con successo ad insegnare ad Evie a controllare l'influenza dell'astro. Non riuscendo a sopportare il peso della recente rivelazione, Zac parla con i suoi genitori, che gli confermano che quella che ha sentito è la verità.
- Altri interpreti: Dominic Deutscher (Cam), Rowan Hills (David), Brooke Lee (Carly), Kerith Atkinson (Rita), John O'Brien (dottor Blakely), Laura Keneally (signora Blakely), Natalie O'Donnell (Veridia)

## Fratello e sorella
- Titolo originale: A New Man
- Scritto da: Sam Carroll
- Diretto da: Grant Brown

### Trama
Zac lotta contro la rivelazione di essere nato tritone e di essere stato dato in adozione, si isola dagli altri e rifiuta di riconoscere Mimmi come propria sorella quando la giovane cerca di legare con lui. Quando due ragazzi lo insultano, Zac si arrabbia e usa i suoi poteri contro di loro. Evie e Mimmi riescono a calmarlo prima che esageri ricordandogli che, al contrario di Mimmi, ha un padre e una madre che gli vogliono bene. In seguito, Zac parla con i suoi genitori che gli raccontano di quando lo trovarono e adottarono, considerandolo sempre come un vero figlio. Il giorno successivo, Zac accetta la situazione e riconosce Mimmi come propria sorella, con molta gioia della ragazza.

## Cam ha i poteri
- Titolo originale: Careful What You Wish For
- Scritto da: Michael Joshua
- Diretto da: Grant Brown

### Trama
Cam entra in contatto con la pozza della luna, assorbendo l'acqua e ottenendo l'abilità di controllarla; il ragazzo diventa anche molto bravo a nuotare e decide di tentare i provini per entrare nella squadra di nuoto della scuola. Zac, Evie ed Erik sono preoccupati degli effetti che l'acqua della pozza potrebbe avere su Cam e cercano di convincerlo, inutilmente, a non nuotare. Presto, però, l'acqua inizia a provocare effetti imprevedibili, e le sirene devono capire come toglierla dal corpo di Cam prima dei provini di nuoto.

## Caccia al gatto
- Titolo originale: First Date
- Scritto da: Max Dann
- Diretto da: Grant Brown

### Trama
Erik trova una perla e la regala ad Ondina. Quando il ragazzo manifesta il desiderio di trovarne abbastanza da farle un braccialetto, Ondina si infiltra nella grotta di Rita e usa un incantesimo di duplicazione per creare più perle, ma fa accidentalmente cadere della polvere magica su Erik, trasformandolo in un secondo Poseidone. Tentando di invertire l'incantesimo, Ondina peggiora le cose creando altri due gatti. Tre felini escono di casa e le ragazze devono capire quale sia Erik e annullare la magia prima che il ragazzo resti un gatto per sempre.

## Erik è scomparso
- Titolo originale: The Merman Code
- Scritto da: Sam Carroll
- Diretto da: Grant Brown

### Trama
Ondina e Erik trascorrono sempre più tempo insieme e Mimmi si sente trascurata. Intanto, Cam studia una foto del piedistallo che sorge nella grotta dei tritoni e scopre che l'incisione su di esso corrisponde alla forma di Mako rilevata dai satelliti; sospetta inoltre che i simboli sulla scultura indichino la barriera corallina intorno a Mako. Il ragazzo condivide le sue scoperte con Erik e insieme vanno ad indagare sugli affioramenti della barriera, dove trovano il simbolo di un tridente. Quando Erik lo tocca, però, viene trasportato in un reame acquatico senza via d'uscita. Cam torna sulla terraferma e chiede a Zac e alla sirene aiuto per salvarlo. Il gruppo capisce di dover rischiare di attivare la grotta per recuperare Erik. Mimmi riesce a capire l'ordine del codice sul piedistallo ed Erik viene liberato quando Zac attiva la grotta. Ondina e Mimmi si riconciliano, e Ondina le promette che non permetterà che Erik le separi.

## Canto delle sirene del nord
- Titolo originale: The Siren
- Scritto da: Sam Carroll
- Diretto da: Grant Brown

### Trama
Sirena vede il video di una sua simile che incanta un barcaiolo con una canzone e cade vittima dello stesso incantesimo, iniziando a preoccuparsi solo di stare con David, iniziando a seguirlo ovunque ossessivamente. Mimmi recupera il video e capisce che l'amica è vittima della canzone di una sirena settentrionale, che influenza gli uomini e le sirene meridionali. Mimmi, essendo una sirena settentrionale, è immune. Quella notte, Sirena incanta David con la canzone e lo porta alla pozza della luna per farlo diventare il suo uomo. Ondina e Mimmi, però, riescono a rompere l'incantesimo, riportando Sirena alla normalità, e usano l'anello lunare per far dimenticare l'accaduto a David.

## Il compleanno di Evie
- Titolo originale: Surprise!
- Scritto da: Anthony Morris
- Diretto da: Grant Brown

### Trama
È il compleanno di Evie, e Zac, che le sta organizzando una festa a sorpresa, finge di essersene dimenticato, mandandola in depressione. Per tirarla su di morale, Mimmi le lascia provare il suo anello lunare, ma Evie, rimasta da sola con l'oggetto, finisce per attivarlo e rimpicciolirsi. Diventata minuscola, la ragazza cade nella boccia per pesci che Zac vuole regalarle. Le sirene portano la boccia alla festa senza accorgersi della presenza di Evie, che intanto cerca di attirare l'attenzione di qualcuno, inutilmente. Zac scopre di aver offeso Evie e, vedendola assente dal party, si deprime pensando che ora lei non voglia più parlargli. Mentre Mimmi cerca di consolarlo, Zac le racconta di quanto Evie sia speciale per lui. La ragazza lo sente e ne rimane commossa; riesce anche ad attirare l'attenzione di Zac. Le sirene riportano Evie alla sua normale dimensione e, ringraziato Zac per le belle parole, il gruppo torna alla festa a divertirsi.

## Lavori occasionali
- Titolo originale: The Job
- Scritto da: Sam Carroll
- Diretto da: Grant Brown

### Trama
Mimmi si fa assumere al parco marino per guadagnare del denaro. Uno dei dipendenti, un giovane di nome Chris, sembra esageratamente severo, ma la ragazza scopre che ama i delfini e sogna di diventare un istruttore di queste creature. Tuttavia, Chris non riesce a passare l'esame per partecipare al programma di allenamento delfini, così Mimmi decide di aiutarlo: lo fa immergere in acqua ad occhi chiusi, in modo che non la possa vedere in forma di sirena, e lo aiuta a connettersi con un delfino. In seguito, i due si baciano. Quando Chris mostra cosa sa fare al direttore del parco marino, viene ammesso al programma: nonostante dovrà stare in America per tre mesi, Mimmi è felice di averlo aiutato e il ragazzo la ringrazia prima di partire. Intanto, Ondina viene assunta alla caffetteria come cameriera, ma la sua scarsa etica del lavoro la fa licenziare.

## Il peso della scelta
- Titolo originale: New Orders
- Scritto da: Michael Joshua
- Diretto da: Grant Brown

### Trama
Si avvicina il plenilunio, e Zac potrà così sapere che cosa fa la grotta dei tritoni. Ondina è preoccupata per quanto potrebbe succedere, ma Mimmi si rifiuta di opporsi ai desideri del fratello. Alla pozza della luna, Ondina incontra Veridia e stringe un patto con lei: la ragazza userà i suoi poteri per rivoltare la grotta contro Zac, e in cambio lei, Mimmi e Sirena verranno riammesse nel gruppo. In seguito, però, Zac decide di non attivare la grotta quando Rita lo informa che lui e Mimmi discendono dal tritone che la costruì e che rifiutò di attivarla quando si innamorò di una sirena. Ondina, dopo averlo saputo, lo manipola affinché prosegua con il piano originale: Zac accetta a patto che possa andarci da solo. Quella notte, il ragazzo parte per la grotta dei tritoni con Ondina che lo segue. Mimmi, tramite una visione, lo scopre e, insieme alle altre, corre a Mako. Quando Zac introduce il codice nella grotta, questa ricrea il tridente, ma Ondina lo ferma prima che possa prenderlo. Le altre intervengono, avvisando Ondina che, distruggendo la grotta, potrebbero distruggere tutta l'isola. Zac cerca di prendere di nuovo il tridente, ma scopre che si tratta di un'illusione e deduce che, per attivare la grotta, sia necessario avere il manufatto. Essendo però già stato distrutto, la grotta non sembra più essere una minaccia. Il giorno successivo, Veridia toglie il bando alle sirene e le informa che il gruppo tornerà a Mako per la luna piena successiva.

## La decisione di Ondina
- Titolo originale: The Last Dance
- Scritto da: Carine Chai
- Diretto da: Grant Brown

### Trama
Ora che non sono più bandite, Ondina è entusiasta di poter tornare con il gruppo, ma la sua felicità ha vita breve quando Erik suggerisce che probabilmente non potranno più vedersi. Indecisa tra lui e il gruppo, la ragazza si deprime, così Erik le organizza una festa alla caffetteria. Quando un pendente di Rita diventa irreperibile, Mimmi accusa Erik di averlo usato per pagare la festa: il ragazzo non nega l'accusa, ma ne rimane ferito; in seguito, il pendente viene ritrovato e si scopre che la festa è stata organizzata sfruttando i tesori sottomarini trovati da Erik, così Mimmi gli chiede scusa. Intanto, Cam e Carly lottano per ammettere i reciproci sentimenti. Alla fine della festa, Cam trova il coraggio di dirle che è innamorato di lei e i due diventano una coppia. Ondina conclude che, se Mimmi non è riuscita a fidarsi di Erik, neanche il gruppo lo farà, e decide di rimanere sulla terraferma con lui.

## Amicizia a rischio
- Titolo originale: Stay or Go
- Scritto da: Max Dann
- Diretto da: Grant Brown

### Trama
Mimmi, ferita dalla decisione di Ondina di restare sulla terraferma, si rifiuta di parlare con lei. Ondina la raggiunge al parco marino per spiegarle la sua scelta, ma qui entrambe vengono spruzzate d'acqua dai delfini e una bambina le vede trasformarsi. Sirena giunge in aiuto delle amiche raccontando alla folla accorsa che Ondina e Mimmi sono due attrici in costume assunte per intrattenere i visitatori; riesce anche a farle riconciliare. Nel frattempo Cam e Carly, per il loro primo appuntamento, vanno a pescare al largo di Mako. L'ancora però si incastra e sono costretti a nuotare fino a riva in attesa dei soccorsi. Con disappunto di Cam, ogni suo tentativo di impressionare Carly, fallisce perché la ragazza riesce a fare meglio di lui. Zac arriva ad aiutare Cam a liberare l'ancora e gli permette di prendersene il merito per attirare l'ammirazione di Carly. Nella grotta di Rita, le sirene decidono di trovare un modo per far capire al gruppo che umani e tritoni sono affidabili, e poter così vivere in entrambi i mondi.

## Un semplice raffreddore
- Titolo originale: The Truth About Evie
- Scritto da: Sam Carroll
- Diretto da: Grant Brown

### Trama
David, occupato con degli allenamenti, affida la caffettiera a Carly, che, irritata dai continui ritardi di Erik, lo licenzia. Intanto, Evie prende un raffreddore che le far perdere il controllo dei suoi poteri: ogni volta che starnutisce, qualcosa si incendia. Carly assiste alla scena e inizia a sospettare che l'amica le nasconda qualcosa. Le sirene cercano di trovare una cura, ma riescono soltanto ad ammalarsi a loro volta e a cambiare l'effetto del raffreddore: invece di bruciare le cose, le congela. In caffetteria, Evie starnutisce e congela Cam davanti a Carly, poi scappa insieme a Zac. Quando Carly arriva a chiedere spiegazioni, le viene raccontata la verità su Zac e sulle ragazze. Carly è sconvolta, ma decide comunque di mantenere il segreto.

## La pietra
- Titolo originale: The Trident Stone
- Scritto da: Sam Carroll
- Diretto da: Grant Brown

### Trama
Erik apprende da Cam che, nonostante il tridente sia stato distrutto, la pietra che lo alimentava è integra, e conclude che sia quest'ultima ad attivare la grotta, piuttosto che il tridente nella sua interezza. Sirena rivela a Zac, Ondina e Mimmi che la pietra è  conservata nella grotta di Rita e che ha perso i suoi poteri, ma, quando Zac la tocca, si riattiva. Rita capisce che lo scopo della grotta è prosciugare la magia della pozza della luna e delle sirene amplificando i poteri della pietra, così Zac la nasconde in un posto sicuro. Erik, però, è convinto che abbia anche altri scopi e s'infuria con Zac quando questi rifiuta sia di attivare la grotta che di affidargli la pietra. Non fidandosi di Erik, Zac consegna a Cam la pietra per nasconderla. Erik cerca di corrompere Cam per farsela dare, ma il giovane non vuole rovinare un'altra volta l'amicizia con Zac e la restituisce alle sirene. Erik, allora, si infiltra nella grotta di Rita, dove viene affrontato da Mimmi e Zac. Usando la pietra, Erik riesce a prosciugare Zac dei suoi poteri, accumulando abbastanza magia per poter attivare la grotta.

## Tutte a casa
- Titolo originale: The Chosen One
- Scritto da: Mark Shirrefs
- Diretto da: Grant Brown

### Trama
Il plenilunio è in arrivo e Ondina cerca di convincere Erik a non attivare la grotta, ma il ragazzo non la ascolta. Zac, ormai scoraggiato e senza poteri, decide di provare comunque a fermare Erik e lo segue su Mako insieme alle ragazze. I due tritoni lottano per il possesso della pietra, ma Erik ha la meglio e attiva la grotta: questa priva la pozza della luna della sua magia e inizia a uccidere tutte le sirene una a una, eccetto Evie. Inorridito, Erik cerca di disattivare la grotta, ma fallisce. Zac, sostenuto da Evie, ci riesce e salva le sirene, ma apparentemente muore nel processo. Disperata per il fratello, Mimmi prende la pietra e gliela appoggia sul cuore, ripristinando i poteri di Zac e facendolo rivivere. La pietra si frantuma, mettendo fine alla minaccia della grotta. Il giorno successivo, Ondina rompe con Erik, che lascia la Gold Coast. Sirena rivela a David la sua vera identità. Veridia incontra il gruppo nella grotta di Rita e loda Zac per le sue azioni eroiche, rendendo lui e Evie membri onorari nella comunità e dando alla ragazza un anello lunare. Il gruppo, felice, nuota fino a Mako per accogliere le sirene, di ritorno dopo lungo tempo.